# Água-marinha

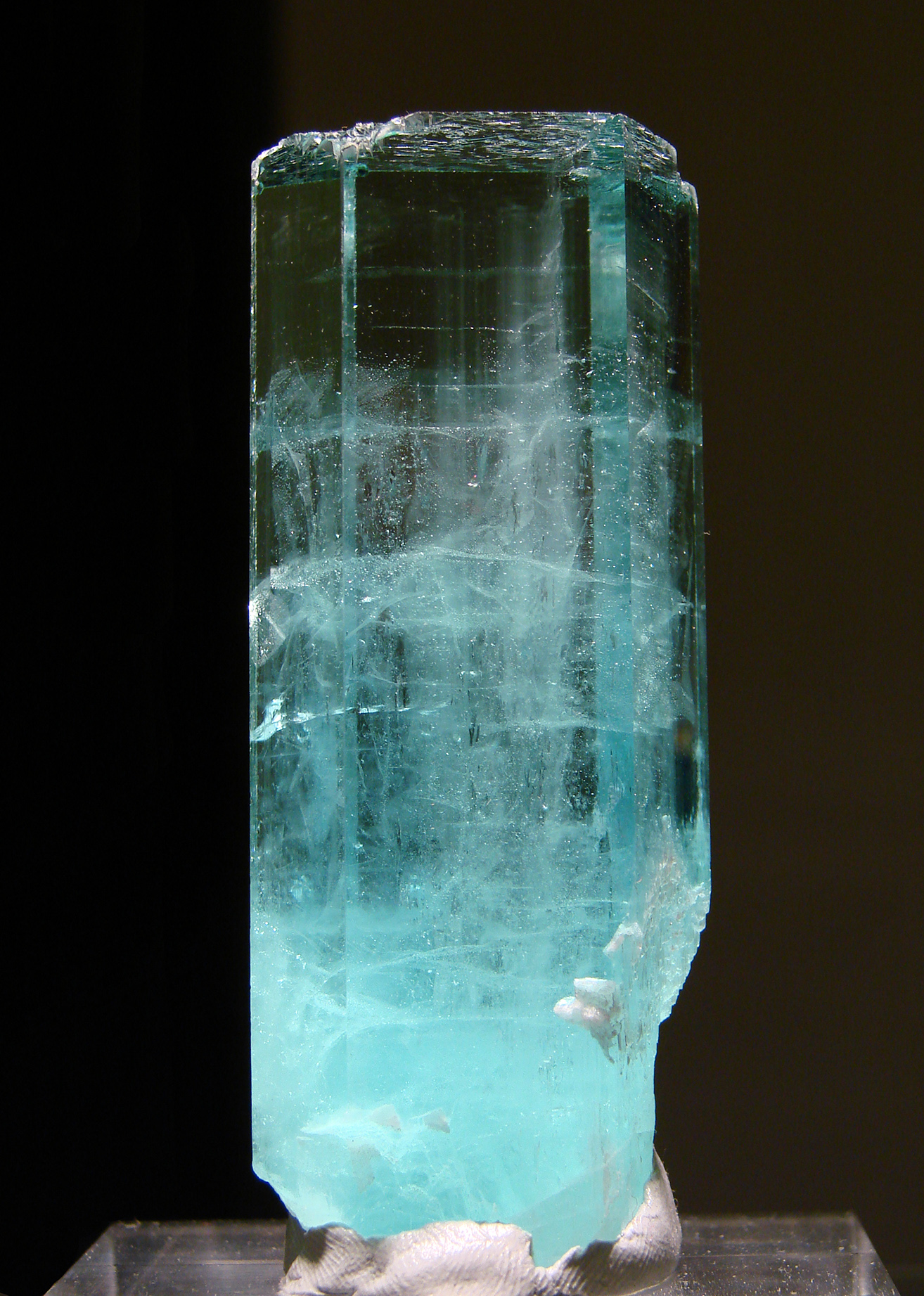
Água-marinha

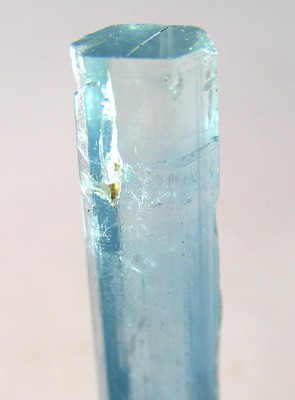
Água Marinha

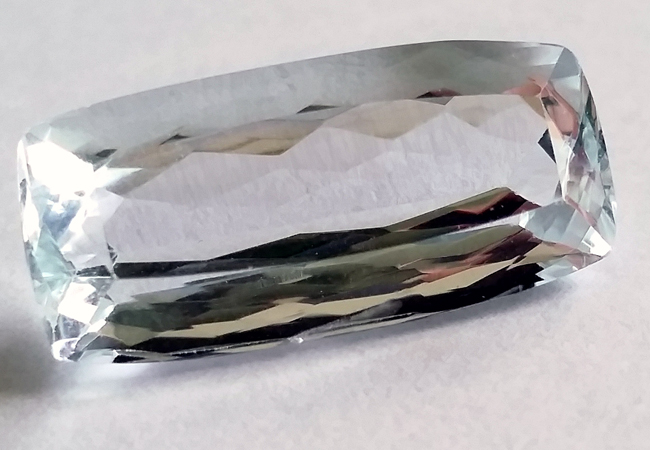
Água Marinha transparente

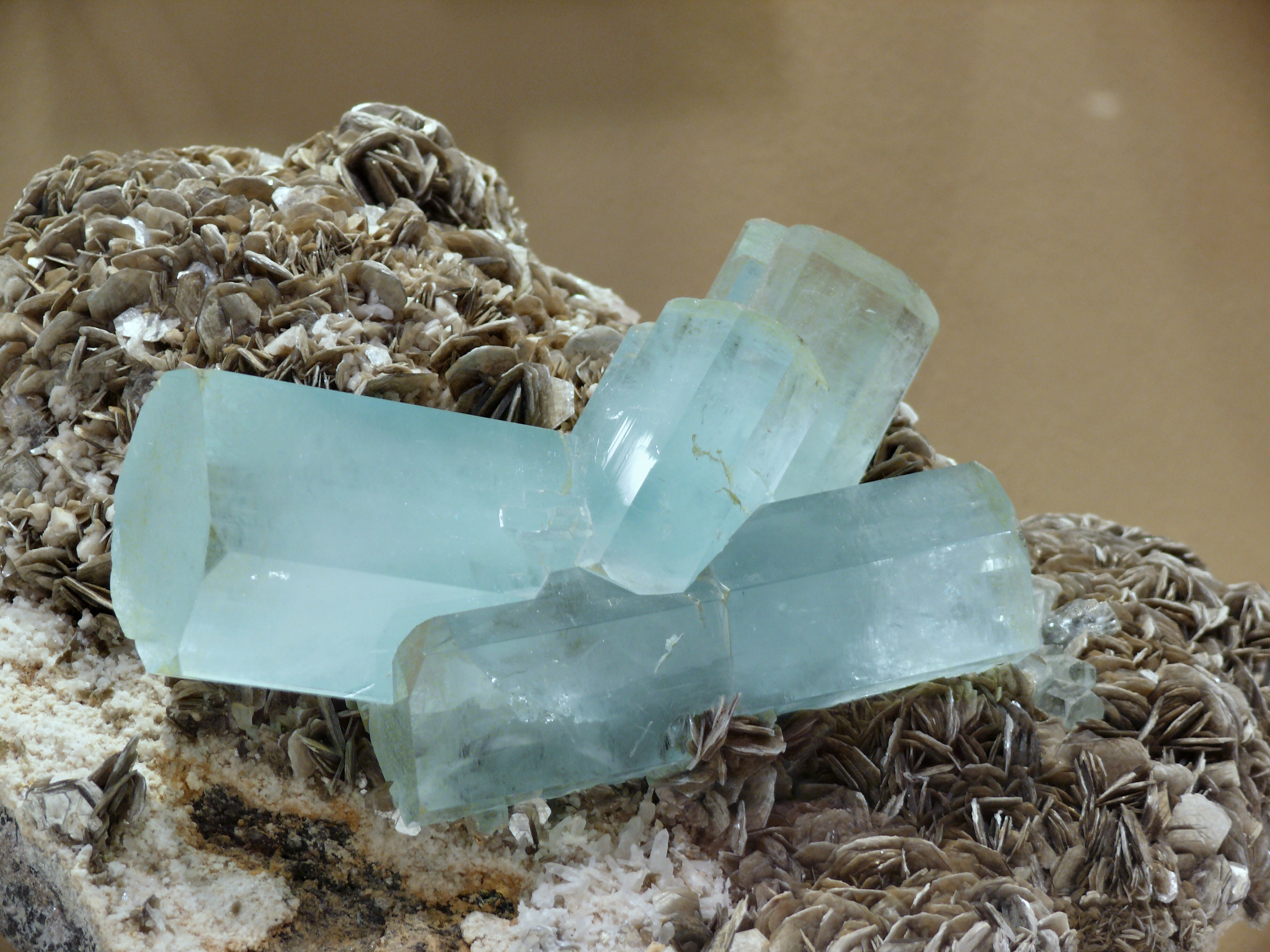
Cristal de Água Marinha

A água-marinha é uma variedade do berilo, com uma composição química de silicato de alumínio e berílio. A sua dureza é 7,5 - 8 na escala de Mohs.
A cor da água-marinha varia do verde-azul a azul-claro. O Brasil é o maior produtor, mas esta gema é encontrada um pouco por todo o mundo. Já foi encontrada em Elba, Itália; Mourne Mountains, Irlanda do Norte; Mursinsk, Takovaja River, Shaitansk Hills, Adun-Tchilone Baikal, Rússia; Rossing e KI. Spitzkopje, Namíbia; Madagascar; Zimbábue; Tanzânia; Quénia; Sri Lanka; Índia; Mianmar; Califórnia, Colorado, Connecticut e Maine, Estados Unidos; Austrália; Paquistão; Afeganistão.
No Brasil, existem minas nos Estados de Minas Gerais, Espírito Santo, Bahia, Rondônia (sendo este pouco explorado nesta região) e Rio Grande do Norte onde são encontradas as melhores do país. A Rainha do Reino Unido, Elizabeth II possui várias gemas que lhe foram dadas de presente quando ela esteve no Brasil.
Na década de 1950 foi encontrada em Pancas ,  Espírito Santo, a maior água-marinha do mundo que, devido à sua beleza, foi denominada "Martha Rocha", a Miss Brasil da época. 
Ate década de 1950 foi encontrada em Resplendor, Minas Gerais, ate então era a maior água-marinha do mundo que pesava 110 kg, e suas dimensões eram de 48,5 cm de comprimento e 42 cm de diâmetro. Com a descoberta de uma nova ÁGUA MARINHA, no ano de 1983, na cidade de Tenente Ananias, Rio Grande do Norte deu o novo titulo da maior água marinha do mundo já encontrada, com 149,1 kg, com dimensões aproximadas de 52,1 cm de comprimento e 52,3 cm de diâmetro.  Tem fractura desigual e concoides, clivagem imperfeita. A sua cor varia desde o azul, azul-claro e azul-esverdeado ou até mesmo tende aos tons escuros, com um grau de pureza em 55%. São raros os exemplares com um azul intenso e sem tons esverdeados, uma vez que a maioria das águas-marinhas com um azul perfeito foram sujeitas a tratamentos especiais, o sendo o principal o aquecimento da gema. Este tratamento elimina os tons esverdeados fazendo com que a gema fique com um aspecto mais impressionante. Contudo, nem sempre as pessoas preferiram assim, algumas pessoas preferem os tons naturais por ser mais parecido com o azul do mar.

#### Formação e Ocorrência da Pedra Marinha
A água marinha se forma nas profundezas da Terra sob intensa pressão e calor, em meio ao magma rico em minerais. Durante esse processo, os elementos químicos se cristalizam, dando origem a belos cristais azulados. Curiosamente, o mesmo processo também pode formar esmeraldas, dependendo da presença de outros elementos, como o cromo.

No Brasil, os estados de Minas Gerais, Espírito Santo, Bahia e Rio Grande do Norte são ricos em jazidas dessa pedra. Nosso país é o maior produtor mundial, com exemplares de qualidade excepcional.